# Energia na Guiné
Três fontes primárias de energia compõem a matriz energética da Guiné: biomassa fóssil, petróleo e energia hidrelétrica. A biomassa (lenha e carvão vegetal) é a que mais contribui para o consumo de energia primária. É produzido localmente, enquanto a Guiné importa todos os produtos petrolíferos de que necessita. O potencial de geração de energia hidrelétrica é alto, mas em grande parte inexplorado. A eletricidade não está disponível para uma alta porcentagem de guineenses, especialmente nas áreas rurais, e o serviço é intermitente, mesmo na capital, Conacri.

## Consumo e acesso
O consumo nacional estimado em 2012 foi de 903 milhões de kWh. O consumo por indivíduo foi inferior ao equivalente a meia tonelada de petróleo, repartido em 80% de biomassa, 18% de hidrocarbonetos e 2% de eletricidade.
Em nível nacional, 34% da população tem acesso à eletricidade. Nas áreas rurais onde residem 8,1 milhões de pessoas, 7% têm acesso à eletricidade.

## Biomassa
Em 1995, a lenha era de longe a maior fonte de energia, representando 85%. Em 2008, a biomassa representou 89%. De acordo com um documento do Fundo Monetário Internacional de 2012, mais de 74% dos agregados familiares utilizam lenha para cozinhar. 23% usam carvão.

## Eletricidade

Produção de eletricidade da Guiné por ano

A Electricité Nationale de Guinée (Companhia Nacional de eletricidade da Guiné) é responsável por toda a produção e distribuição de eletricidade no país. Contudo, o serviço é precário; mesmo as famílias em Conacri são servidas durante menos de 12 horas por dia. De acordo com o The World Factbook, em 2013, apenas 53% das áreas urbanas e 11% das áreas rurais tinham acesso à eletricidade, deixando 8,7 milhões de pessoas sem ela. Existe também uma nítida divisão entre leste e oeste: a oeste do eixo Ouré-Kaba - Tougué, quase 30% tinham eletricidade, mas esse número caiu para pouco mais de 5% a leste.
Em 2013, a produção de eletricidade foi estimada em 971 milhões de kWh.  Em 2012, estima-se que 67,8% da eletricidade foi obtida a partir de combustíveis fósseis e o restante a partir de centrais hidroelétricas. O país tem um potencial hidroelétrico considerável - cerca de 6000 megawatts (MW) - mas aproveita apenas uma pequena percentagem deste.
O país está atualmente envolvido em projetos de interconexão, como a Organização sub-regional pour la mise en valeur du fleuve Sénégal (Organização para o Desenvolvimento da Bacia Hidrográfica do Senegal),  Organização pour la mise en valeur du fleuve Gambie (Organização para o Desenvolvimento da Bacia Hidrográfica da Gâmbia) e Grupo de Energia da África Ocidental.

## Óleo
O país não possui reservas conhecidas. Estima-se que em 2012 foram importadas 9.089 bbl/dia.

## Energia renovável
Acredita-se que a Guiné tenha um potencial substancial para energia renovável. Os recursos potenciais para energia hidrelétrica são estimados em 4.740 MW. A política governamental procura melhorar a eficiência energética, aumentar a quota de energias renováveis e reduzir as tarifas locais de eletricidade.
O país planeja instalar sistemas solares fora da rede em áreas rurais para melhorar o acesso à eletricidade. As mini-redes terão capacidades entre 10 quilowatts e 10 MW.